# ウルトラセブン
『ウルトラセブン』は、1967年（昭和42年）10月1日から1968年（昭和43年）9月8日まで、TBS系で毎週日曜19:00 - 19:30（JST、タケダアワー枠）に全49話が放送された、円谷プロダクション・TBS制作の特撮テレビドラマ（カラー）、および作中に登場するヒーローの名称。

## 概要

須賀川市内に設置されたウルトラセブンの像

### 内容
宇宙の侵略者から地球を守るウルトラ警備隊と、ウルトラ警備隊をはじめとした地球人に協力するヒーロー・ウルトラセブンの活躍を描いた物語である。
自然現象の一部としての怪獣出現が主なテーマだった『ウルトラマン』に対し、本作品では明確な侵略の意図を持った知的生命体との対立が物語の中心となった。
番組フォーマットは『ウルトラマン』および前番組『キャプテンウルトラ』と同様に、タケダアワーのOP→タイトル画面→CM→OPテーマ→本編の順番で放送された。

### 制作
本作品は円谷プロの空想特撮シリーズ第3弾であると同時に、TBSによるウルトラシリーズ第4弾として企画された。『ウルトラマン』と同様に「人類の平和のために戦う特殊チームと、それに協力する巨大ヒーロー」という図式が採用されている。
制作に携わった満田かずほによると、「SF色を強めて高年齢層を取り込むなど様々な面で『ウルトラマン』との違いを意識した」という。
企画は『ウルトラマン』放送中の1966年（昭和41年）秋ごろから検討が始まっており、「敵は宇宙からの侵略者に統一する」という方向性が示されたうえで、新たな路線を目指すために試行錯誤が続いた。最初の企画案の『宇宙基地No.7』を経て1966年（昭和41年）10月中に提出された『ウルトラ警備隊』という企画案は、「ハードなSFシリーズを実現する宇宙路線」という要望から、『ウルトラマン』の後番組ということは意識せず、宇宙を舞台としたSFといった趣で企画され、宇宙時代に活躍する地球防衛軍隊員たちと侵略者の戦いを描き、変身ヒーローが登場しないというメカニカルな宇宙冒険活劇であった。
その後、手を加えられて『ウルトラマン』に続く番組として、1967年（昭和42年）春にまとめられた企画案は『ウルトラアイ』として発展する。ウルトラ警備隊に母を探して地球にやってきた主人公の諸星弾というR星人と地球人のハーフであるエスパーの少年がスーパーカーの運転手として加わり、危機の際には彼がレッドマンと呼ばれるR星人に密かに変身して異星人と戦う内容に変更された。『レッドマン』との番組タイトルは円谷ヒーロー作品でたびたび使われ、本作品の脚本の表紙にもその一語があった時期が存在する。その後、ヒーローの名前は『快獣ブースカ』の後継作品として金城哲夫が考案していた「7人の猿人が繰り広げる原始時代のコメディ作品」の『ウルトラ・セブン』からタイトルを拝借し、響きや語呂の良さが決定打となって『ウルトラセブン』と正式に決定した。「ウルトラマンセブン」は誤り。
その後、後付けでウルトラ警備隊の7人目のヒーローということとなった。ウルトラセブンのデザインは『ウルトラマン』と同じく成田亨が担当し、ロボットのようなメカニカルなデザインから青色基調の西洋の甲冑風の意匠を経て、現在のデザインが生まれた。
本作品の企画書には、放送開始日が1967年（昭和42年）10月15日と記述されていたが、『キャプテンウルトラ』が当初の全26話予定から2話分の短縮措置が取られて全24話となったのを受け、本作品も前述の予定から2週繰り上げとなる10月1日スタートとなった。
「遊星間侵略戦争の激化によって地球が多くの宇宙人に狙われている」という設定が設けられたため、そうした宇宙人の侵略に対抗すべく世界規模の軍事機構・地球防衛軍が組織されたという設定が導入された。ウルトラ警備隊は、地球防衛軍内部の特殊戦闘部隊という設定である。また、ストーリーも敵対的な宇宙人に対する諜報戦が描かれることが多いなど、軍事色が強くなっている。また、個々のエピソードについてもドラマ性が重視され、
- 地球と宇宙都市の衝突危機という非常事態の中で、本来は悪意のなかった宇宙人との共存の道を見出せなかった悲劇を描いた第6話「ダーク・ゾーン」
- 単なる宇宙人の侵略にとどまらず、風刺を交えて地球人同士の皮相的で壊れやすい信頼関係をも描いた第8話「狙われた街」
- 自らの生命維持のために地球人の生命を盗み取る老衰した宇宙人の所業を通し、自己の生存のために他者を犠牲にする現実社会の不条理をも風刺した第11話「魔の山へ飛べ」
- 宇宙開発局が打ち上げた惑星探査機を侵略兵器と誤解して地球に報復にきた宇宙人の言動を通して、異種族間の相互理解の困難さを描いた第16話「闇に光る目」
- 地球防衛軍が行った新兵器実験の犠牲になった宇宙怪獣の悲劇を通し、最終的勝利者のいない無意味な軍拡競争への批判を描いた第26話「超兵器R1号」
- 地球攻撃の捨石にされ、地球で生きることを放棄した宇宙人の少女とモロボシ・ダンの価値観を対比した第37話「盗まれたウルトラ・アイ」
- 地球人が侵略者の末裔ではないかという疑問を投げかけることで、セブンの正義を根底から揺さぶった第42話「ノンマルトの使者」
- コンピューターとロボットによるオートメーション化の行き着く先を描き、当時の高度経済成長や盲目的な科学万能主義を批判した第43話「第四惑星の悪夢」

など、娯楽作品の枠にとどまらない傑作を生み出した。
宇宙人やその手下である怪獣やロボットも、「地球を狙う侵略者とその生物兵器またはロボット兵器」という趣が強くなって個々のキャラクター性が薄められ、劇中では名前すら明らかにされないケースも存在した。この点は、怪獣のキャラクターを重視し、オープニングで怪獣名を出していた『ウルトラマン』と大きく異なる点である。侵略者がセブンの存在やその正体がダンであることを把握しており、変身道具であるウルトラアイを盗んだりダンの殺害を企てたりし、困難な状況に陥れようと試みたこともある。一方で侵略者がセブンの存在やダンの正体を知らず、セブンの登場に慌てたり驚いたりするパターンもたびたび見られた。
その一方、身長が自由自在に変えられるなどウルトラマンよりも多彩な超能力を備えたセブンのヒーロー性や、ハードなものから幻想的なものまで多彩に使い分けられた戦闘シーンの演出、ウルトラ警備隊の活躍シーンの爽快さなど、児童層をとらえるエンターテイメント性も追求された。本作品では他のウルトラシリーズと比べて巨大化しない等身大の宇宙人が数多く登場していた分、ウルトラ警備隊にも活躍の場が多く与えられており、セブンに頼らずにウルトラ警備隊のみでこれらの宇宙人を撃滅した例も少なくない。
そのほか、本作品の特徴として、着ぐるみの流用が前2作品と比べて少ないことが挙げられる。これは、着ぐるみショーがビジネスとして確立したためであるという。
本作品は、企画の段階より英国SF作品『サンダーバード』の影響を強く受けており、商業展開上も前2作品に較べ、メカ類の玩具が多数発売された。人気絶頂にありながら、撮影スケジュールの遅延などで終了せざるを得なかった『ウルトラマン』の反省を踏まえ、本作品は『キャプテンウルトラ』の放映中にバンクシーンの撮り貯めが行われたが、なかでもウルトラホークなどの防衛軍超兵器の発進シークエンスは、『サンダーバード』のそれを強く意識した凝った作り込みがなされている。
本作品は当初、3クール・全39話の予定で放送を開始したが、前番組『キャプテンウルトラ』で平均25.6%まで下落した視聴率を再び30%台に乗せたことで局サイドに評価され、1968年（昭和43年）3月末には10本の追加制作が決定する。とはいえ、『ウルトラQ』からの累積赤字の深刻化もあり、第3クール以降は着ぐるみや特撮セットの費用の引き締めが行われ、等身大サイズで着ぐるみが不要の侵略者しか登場しないエピソードも作られた。こうした展開が、ヒーローと大型怪獣との格闘戦を期待する児童層の視聴離れを招き、第36話「必殺の0.1秒」で視聴率16.8%を記録して以降、17%から23%の間を行き来する状況となった。加えてマスコミはこの時期、妖怪ブームとスポ根ブームを喧伝しており、「もう怪獣モノは時代遅れ」の風潮が生まれていた。もっとも、後番組である『怪奇大作戦』の企画会議は、1968年（昭和43年）1月12日から本格的に始動しているため、タケダアワーにおける「ウルトラQ 空想特撮シリーズ」の終了は、必ずしも本作品後半の視聴率低下だけが原因ではない。ウルトラセブンとアンヌ隊員の別れを描いた最終回では、視聴率も放映開始時に近い28.5%を記録した。

### 時代設定
本作品の舞台は書籍などでは1987年（昭和62年）と設定されているが、劇中では明言されていない。SF作品としての設定上、宇宙開発や海洋開発などについては放映当時より進歩している演出があり、ドラマ上でも近代的なビル街や高級な邸宅など、日常的生活感を排した背景が選択されていることが多い。しかし、未来世界の演出は一貫しておらず、1967年（昭和42年）当時の日常生活や時代風俗も地方ロケを含めて同時に描かれている。この、近未来設定と当時の風俗が混在する傾向は、前作「ウルトラマン」でも見られる。
以下、作品世界の設定年代が明確な演出と制作当時の年代が見て取れる描写を記す。
- 演出意図の明確な年代表現
  - 第43話で、ダンとソガが搭乗した宇宙ロケット・スコーピオン号が第四惑星に漂着した際、現在日付を示すカウンターが2000年8月30日と表示している。
  - 第8話や第45話では日常生活感の強い下町を意図的に使い、未来世界と日常生活が同居する独特の世界観を演出している。
- 制作当時の年代の事物が現れるもの
  - 相撲中継やプロ野球中継が劇中に挿入され、柏戸や川上哲治、王貞治など当時のスポーツ関係者の名が聞き取れる。
  - 当時の日本では現在と違って喫煙者に対する社会的規制がほとんど無く、第8話に「人類の約半分はタバコを吸っている」とのセリフがある[注釈 19]。
  - 第8話にダンとメトロン星人がちゃぶ台を挟んで対峙する場面がある。
  - 第38話に昭和43年5月16日付けの新聞が登場している。
  - 第42話でアンヌが着用しているトレーナーに、当時の人気グループ・サウンズであったザ・タイガースの公式ロゴがプリントされている。
  - 第45話で蕎麦屋の軒先の張り紙に「ひやむぎ100円」とある。
  - 第49話に「30億の全人類」とのセリフがあり、これは当時の世界人口とほぼ同じである。

### 当時の玩具展開
トイジャーナル1967年（昭和42年）11月号において、西武百貨店の海士慶二郎は、怪獣ブームは「子どもの日を境に急激に下降線をたどっています」と述べ、同記事で小出信宏社の石井販売課長も「怪獣ものから宇宙ものへ、消費者の好みは変わりましたね。最初ウルトラセブンの方が強かったんですが、ここへ来てサンダーバードの追い込みはすごいですよ」と述べている。さらに同記事の今井科学の草川克明の言によると「サンダーバードの発売によって当社は、プラ模型市場を30%おさえた」としている。こうした風潮のなかで、「ウルトラマン」に引き続き、本作品の商品化権を許諾されたマルサン商店が発売したメカ類のプラモデルは好調な売れ行きを示した。マルサン社員だった鐏三郎は「マルサン、ブルマァクを通して一番売れたのが『ウルトラホーク一号』」と述べている。
しかし東宝怪獣映画が一段落を見せ、『ウルトラセブン』終了後にマルサンは倒産。『ウルトラマン』はターゲットを子供に絞って成功したが、スポンサーの武田薬品は「子供に受けても大人に受けなければ所期の目的は達せられない」と考えており、本作品の対象年齢の引き上げを要求した。一方、TBSは「日曜のゴールデンアワーは子供の時間帯」と認識していた。後に岡崎潔は「武田薬品の訴求対象の違いから、「第一次ウルトラブーム」はウルトラセブンをもって一応終止符を打つことになる」と振り返っている。
もう一つの問題は商品化権の契約金の高騰である。前番組『キャプテンウルトラ』が不振だったため、各社は実績のあるウルトラマンの正当な後継者たる本作品に熱く注目した。このため各品目で激烈な入札競争が行われた結果、契約金の高騰という事態を誘発。契約した会社は高額の契約金を回収しようと大量に商品を供給した。市場に溢れた商品は、最初は消費者を満足させたが、満足しきってしまったために消費者は本作品に対する関心を失っていったのである。

### 本放送終了後
何度も行われた再放送により、本作品は『ウルトラマン』とともにウルトラシリーズを代表する高水準の作品として幅広く認知され、第2期ウルトラシリーズの誕生や1970年代末期の国産特撮ヒーローの再評価に大きく貢献。また、主人公での出演ではないが、他のウルトラシリーズでの共演によって、セブンを本放送終了後の世代に伝えることに成功した。
1985年（昭和60年）にはハワイで英語吹き替え版が放送された。
過去の円谷プロ作品をデジタル修復してDVD化する「デジタルウルトラシリーズ」では、前2作品を差し置いて第1弾作品に選ばれ、本放送終了から50年経過している現在でもCS放送や地上波再放送が頻繁に行われている。2021年（令和3年）にはNHK BS4Kにて4Kリマスター版が放送されている。
第8話「狙われた街」の後日譚として、『ウルトラマンマックス』第24話「狙われない街」が制作され、かつて倒されたメトロン星人が再登場。監督は本作品と同じく実相寺昭雄が務めた。
また、『ウルトラマン』30周年作品、35周年作品、40周年作品のように、『セブン』も30周年作品、35周年作品、40周年作品を制作している。1994年（平成6年）から2002年（平成14年）にかけて、本作品の世界観を継承した続編的作品となる『平成ウルトラセブン』、2007年（平成19年）には40周年記念作品「ULTRASEVEN X」が制作された。

### 第12話の欠番
第12話「遊星より愛をこめて」は、現在欠番扱いとなっている。詳細についてはスペル星人の項目を参照。

## 物語
人類が宇宙に進出し始めた近未来。

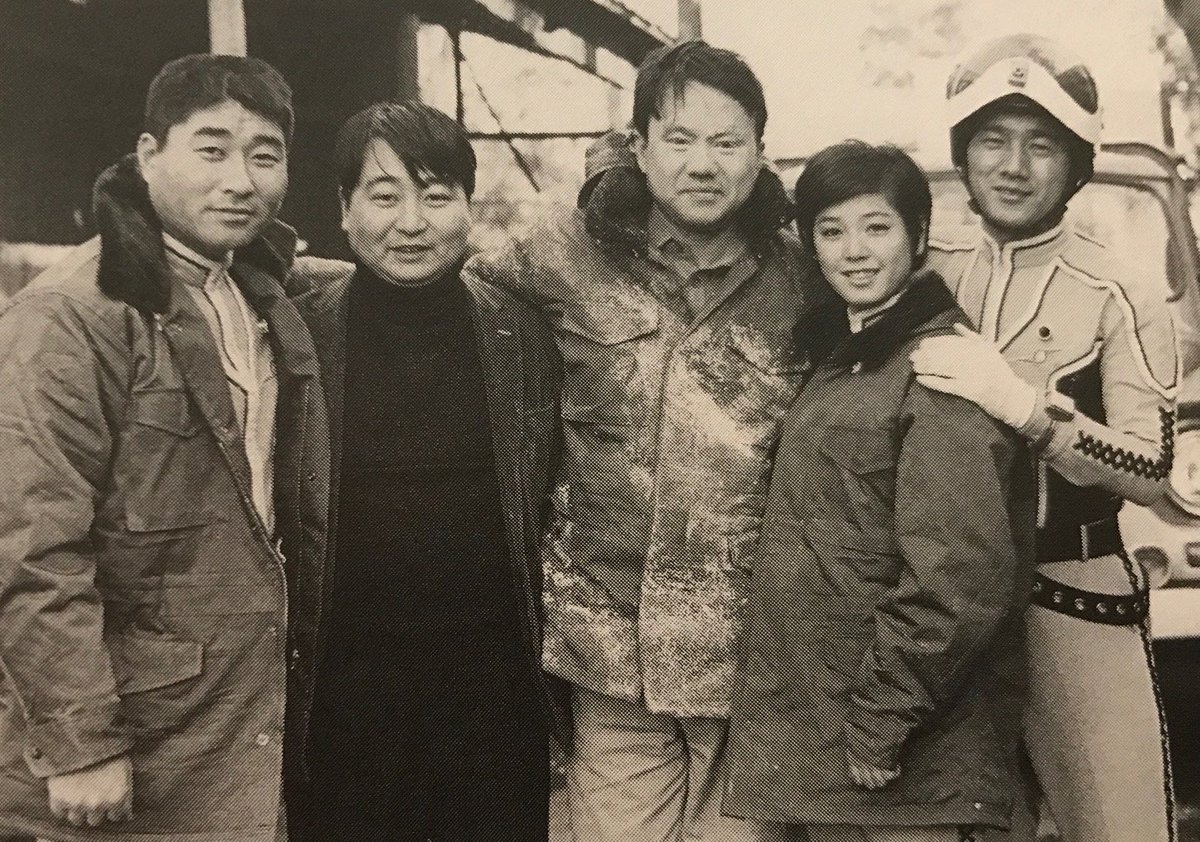
ウルトラ警備隊員（フルハシ、アンヌ、ソガ）と制作スタッフ

宇宙では遊星間侵略戦争が激化し、地球侵略を企む宇宙人が次々と地球に飛来。人類はこれに対し、国際組織地球防衛軍を結成して宇宙からの侵略者と戦い始めた。日本にも地球防衛軍の極東基地が建設され、富士山麓の広大な地下基地で300名の隊員が日夜、宇宙からの侵略に目を光らせていた。極東基地には、各部署から選抜された精鋭隊員による特殊部隊ウルトラ警備隊が置かれ、地球防衛の最前線に立っていた。
ある日、クール星人による人間蒸発事件とそれに続く京浜工業地帯爆撃事件に際し、モロボシ・ダンと名乗る風来坊の青年がウルトラ警備隊に協力してきた。事件解決の功績を認められ、ダンはウルトラ警備隊に入隊。
ダンこそ、M78星雲から地球観測に来た恒点観測員340号の仮の姿である。侵略の危機にさらされた地球を守るため、彼は地球に留まったのだ。
ダンはウルトラ警備隊でも対処できない危機には、ウルトラアイを装着して本来の宇宙人の姿に変身する。そして、その超能力を駆使して侵略者や、その刺客である宇宙怪獣と死闘を繰り広げる。ダンの正体を知らないウルトラ警備隊は、自分たちに協力する真紅の宇宙人をウルトラ警備隊7人目の隊員という意味を込め、「ウルトラセブン」と命名した。

## キャスト

### レギュラー・準レギュラー
オーディションは1967年6月初旬に行われたものの、レギュラーのキャストはオーディションで決定した者はいない模様である。また、アンヌ役には豊浦美子がキャスティングされており、『レッドマン』の第4話までの決定稿にも豊浦が記されていたが、東宝映画への出演から降板せざるを得なくなって菱見が代わりに推薦されたものの、制作第1・2話の登場シーンの撮影には遅れて参加となった。
- 各隊員の詳細はウルトラ警備隊の項目を参照。

| ウルトラ警備隊 - キリヤマ：中山昭二 - ダン：森次浩司 - アンヌ：菱見百合子（第1 - 10・12・14 - 49話） - フルハシ：石井伊吉 - ソガ：阿知波信介（第1 - 18・20 - 49話） - アマギ：古谷敏（第1 - 18・20 - 49話） | 地球防衛軍（TDF） - ヤマオカ長官：藤田進（第1・5・25・49話） - タケナカ参謀：佐原健二（第1・2・4・19 - 22・24・26・29・34・39・40・49話） - マナベ参謀：宮川洋一（第1・4 - 7・10・13 - 16・18・23・28・30・32・33・36・42・49話） - クラタ隊長：南廣（第13・35・48・49話） - 北村博士：岡部正、松尾文人（第22・27・31・33・48・49話） - ウエノ隊員：勝部義夫（第1 - 3・5・7・10・16 - 18・21 - 23・26・34話） |

ナレーター
- 浦野光（第1 - 5・7 - 19・21 - 29・32 - 49話[注釈 29]）

### 主なゲスト出演者
※参考文献：『キャラクター大全ウルトラセブン』（講談社・2012年）、『ウルトラセブンイズム』（辰巳出版〈タツミムック〉・2002年）
- ヤナガワ参謀[注釈 30]（第1話）：平田昭彦
- ボガード参謀（第1話）：フランツ・グルーベル
- 検問の警官（第1話）：大矢兼臣[注釈 31]
- 神奈川県警の警官（第1話）：加藤茂雄、丸山謙一郎
- 石黒達男隊員（第2話）：松本朝夫
- 石黒美津子（第2話）：中真千子
- シズ（第2話）：森今日子
- 酔っ払い（第2話）：大村千吉
- 郵便配達人（第2話）：鈴木和夫
- 謎の少女 / ピット星人（第3話）：高橋礼子[注釈 32]
- 釣り人（第3話）：金井大
- 謎の女（ゴドラ星人）（第4話）：水上竜子
- マックス号船長（第4話）：幸田宗丸
- 防衛軍隊員（第4・6話）：岡村春彦、尾鼻隆
- ユシマ博士（第5話）：山本耕一
- SST機長（第5話）：緒方燐作
- SST乗務員（第5話）：若山真樹
- 長遠距離レーダー管制官（第5話）：加藤茂雄、丸山謙一郎
- 通信員（第6話）：上西弘次[25]
- ミズノ隊員（第7話）：山中紘
- 水島（第7話）：佐田豊
- 水島の妻（第7話）：西朱実
- 水島の子供（第7話）：山村哲夫（誠）、中原純子（美香）、藤江喜幸（務）[注釈 31]
- ガソリンスタンド店員（第7話）：久野征四郎（二郎）、西条康彦（店員B）
- ガソリンスタンドの女性客（第7話）：シャーリー・スプレクス[26][注釈 33]
- ハンター（第7話）[28]：伊藤実（木村）、越後憲（今野）
- 若い男（ライフル魔）（第8話）：岡本四郎
- 吉村刑事（第8話）：穂積隆信：第四分署の刑事
- 第四分署刑事（第8話）：鈴木治夫
- 友里愛子（第8話）：浅川みゆ起
- 友里弘（第8話）：富田正明[注釈 31]
- カネダ隊員（第8話）：伊藤久哉
- 弔問客（第8話）[29]：吉頂寺晃
- おもちゃじいさん（チブル星人）（第9話）：植村謙二郎
- ゼロワン（第9話）：小林夕岐子[注釈 34]
- 主婦（第9話）：加藤土代子
- 子供たち（第9話）：坂上友之、加藤英作
- 謎の男（イカルス星人）（第10話）：山本廉
- 水野アキラ（第10話）：中島洋
- 水野りつ子（第10話）：百合かほる
- 南村（第11話）：春日章良
- 群馬県警巡査（第11話）：佐竹弘行（木下）、鈴木和夫
- 幸村（第11話）：上西弘次
- 牧童（第11話）：荒垣輝雄、鈴木邦夫、松島映一
- 牧童（第11話）：岡田剛一[注釈 31]
- 若者（第11話）：松井隆之[注釈 31]
- 医師（第11話）：金城哲夫、上原正三、宮崎英明[31]
- メディカルセンター医師（第11話）：上原正三、金城哲夫、赤井鬼介 [注釈 35]
- 宇宙ステーションV3隊員（第13話）：山崎猛
- 宇宙ステーションV3通信士（第13話）：小林正、大山修隆、中川秀人
- 土田博士（第14・15話）：土屋嘉男
- ドロシー・アンダーソン（第14・15話）：リンダ・ハーディスティー[注釈 36]
- イトウ博士（第14話）：吉原正皓
- グリーン博士（第14話）：エンベル・アルテンバイ
- アーサー号艦長（第14話）：佐藤功一
- 防衛軍参謀（第14話）：片山滉
- マービン・ウェップ（第14・15話）：テリー・ファンソワーズ
- 中年の男（第14話）：オスマン・ユセフ[注釈 31]
- ヒロシ少年（第16話）：稲吉千春
- ヒロシの母（第16話）：北川恭子
- ヒロシの友人（第16話）：町田政則[注釈 31]
- 地獄山駐在所の巡査（第16話）：堤康久
- ヨシダ隊員（第16話）：岩本弘司
- 薩摩次郎（第17話）：森次浩司
- 水木（第17話）：田中淑隆
- 徳田（第17話）：松本染升
- 和田（第17話）：国分秋恵
- 坑夫（第17話）：西田敏明
- 防衛隊員（第18話）：東隆明
- 宮部博士（第19話）：野村明司
- グレイス・ミヤベ（第19話）：リンダ・マルソン
- 岩村博士（第20話）：吉田義夫
- 榊（シャプレー星人）（第20話）：北原隆
- 光子（第20話）：松平有加
- 玲子（第20話）：若山真樹
- 川田登（第21話）：柳谷寛
- 山本（第21話）：権藤幸彦
- 漁師（第21話）：今井和雄、川又由希夫
- 石山ルリ子（第22話）：島つかさ
- メディカルセンター医師（第22話）：小島岩
- 安井与太郎（第23話）：木田三千雄
- フルハシ・ユキ（第24話）：市川春代
- フルハシ・マナ（第24話）：山口奈々
- 旅客機・機長（第24話）：ブルーノ・ルシケ
- 旅客機・副パイロット（第24話）：小島岩
- 旅客機・客室乗務員（第24話）：矢野陽子
- 北極圏パトロール機搭乗員（第24話）：小沢直平
- アラキ隊員（第25話）：幸田宗丸
- ムカイ班長（第25話）：山本廉
- 防衛軍隊員（第25話）：金城哲夫[注釈 35]
- 前野律子博士（第26話）：田村奈巳
- 瀬川博士（第26話）：向井淳一郎
- 野川由紀夫隊員（第27話）：広瀬明
- 水木早苗（第27話）：宮内恵子
- ハイカー（第27話）：小西良夫、木之内ゆみ
- 銀装の女 / ボーグ星人（第27話）：近藤征矢
- スパイナー実験場係官（第28話）：三上左京
- 1号車の男A（キル星人）（第28話）：野島昭生
- 1号車の男B（キル星人）（第28話）：武下哲也[注釈 31]
- 16号車の女C（キル星人）（第28話）：峯千鶴子 [注釈 31][注釈 37]
- 16号車の女D（キル星人）（第28話）：瀬里ナツル[注釈 31][注釈 37]
- 3号車の男E（キル星人）（第28話）：池田勝 [注釈 31]
- 3号車の男F（キル星人）（第28話）：渡辺弘[注釈 31]
- オートバイの男（キル星人）（第28話）：船橋竜次[注釈 31]
- 仁羽教授（プロテ星人）（第29話）：成瀬昌彦
- 南部冴子（第29話）：北林早苗
- 一の宮貞文（第29話）：剣持伴紀
- 青木隊員（第30話）：山口暁
- 中西（第30話）：小倉雄三
- 香織（第31話）：松坂慶子
- 高田医師（第31話）：伊藤実
- 香織の友人（第31話）：若山真樹（良子）、斉藤陽子（直子）
- 松島看護婦（第31話）：矢野陽子
- シャドウマン（第33話）：滝川浩、東龍明、竹村暢芳[注釈 31]
- 第三病院院長（第33話）：笹川恵三
- S号艦長（第33話）：中川秀人
- ユタ花村（第34話）：真理アンヌ
- 老女（第34話）：春江ふかみ
- 謎の男（第34話）：吉原正皓
- 警官（第34話）：山本武志、伊藤健雄
- シラハマ隊員（第35話）：鶴賀二郎
- ヒロタ隊員（第36話）：大橋一元
- リヒター博士（第36話）：ピェール・デューカス
- マゼラン星人マヤ（第37話）：吉田ゆり
- トラック運転手（第37話）：鈴木邦夫[注釈 31]
- プラネタリウム解説者（第37話）：星野寿彦
- 宇宙ステーションV2隊員（第37話）：大川義幸
- 宇宙ステーションV2通信士（第37話）：佐々倉英雄
- 杉崎治（第38話）：吉田継明
- 杉崎ゆき子（第38話）：川口恵子
- ユグレン博士（第38話）：ピーター・ウィリアムス
- 交通情報アナウンサー（第38話）：渡辺晃三
- 通信員（第39・40話）：岡田敏宏
- 夏彩子（第40話）：新井茂子
- 矢口（第40話）：平浩一
- 川中（第41話）：上田忠好
- 竹村（第41話）：梅津栄
- 角谷（第41話）：田浦正巳[注釈 38]
- 藤島玲子（第41話）：宮川和子
- 伊集湖の釣り人（第41話）：大村千吉
- 真市（第42話）：町田勝紀
- 真市の母（第42話）：野中マリ
- カマタ隊員（第42話）：二瓶正也
- 校長（第42話）：天草四郎
- 教師（第42話）：毛利幸子
- 海底開発センター係員（第42話）：佐竹弘行
- ロボット長官（第43話）：成瀬昌彦
- ロボット署長（第43話）：森塚敏
- アリー（第43話）：愛まち子
- アリーの弟（第43話）：川田勝明
- ギオ（第43話）：小野川公三郎
- 真山博士（第44話）：増田順司
- 飼育係（ゴリー）（第44話）：滝恵一
- 民子（第44話）：西朱実
- 福新（フクシン）三郎[注釈 39]（第45話）：冷泉公裕
- 金子ゲン（源さん）（第45話）：渡辺文雄
- 重さん（第45話）：ミッキー安川
- 少年（ペロリンガ星人）（第45話）：高野浩幸
- 工場長（第45話）：金井大
- 警官（第45話）：和久井節緒
- 近所の人（第45話）：中原成男
- 防衛隊員（第45話）：上田耕一[注釈 31]
- サロメ星人（第46話）：嘉手納清美（幹部の女）、高橋正夫（首領）
- 佐藤（第47話）：小林昭二
- 佐藤敏江（第47話）：三條美紀
- 佐藤一郎（第47話）：藤本高司
- 警官（第47話）：松本敏男
- 林（第47話）：寄山弘
- 山田夫人（第47話）：大山デブ子[注釈 40]
- 佐藤夫人（第47話）：聖恵子
- 登坂アナウンサー（第49話）：篠原大作
- 由美（第49話）：鈴木節子[35][注釈 31]
- 秋夫（第49話）：加藤信一[35][注釈 31]
- 由美と秋夫の母親（第49話）：益田愛子

### 声の出演
※全てクレジットなし
- ウルトラホーク発進時のアナウンス：満田かずほ
- クール星人（第1話）：矢田耕司
- ゴドラ星人（第4話）：小林恭治
- ビラ星人（第5話）：辻村真人
- ペガッサ星人（第6話）：日笠潤一
- ガソリンスタンドの女性客（第7話）：栗葉子
- メトロン星人（第8話）：中江真司
- ワイルド星人（第11話）：丸山詠二
- スペル星人（第12話）：谷津勲
- アイロス円盤の電子頭脳（第13話）：矢田耕司
- マービン・ウェップ（第14・15話）：山田康雄
- ドロシー・アンダーソン（第14・15話）：牧野和子
- ペダン星人（第14・15話）：八代駿、田辺洋
- アンノン（第16話）：中江真司
- バド星人（第19話）：槐柳二
- グレイス・ミヤベ（第19話）：栗葉子
- ミミー星人（第21話）：村越伊知郎
- シャドー星人（第23話）：上田耕一[注釈 41]、大島マリ子
- 旅客機・機長（第24話）：増岡弘
- カナン星人（第24話）：矢野陽子[注釈 41]
- ポール星人（第25話）：矢田耕司[注釈 42]
- 宇宙観測艇8号（第26話）：島田彰
- ラリー映画のナレーター（第28話）：浦野光
- ペガ星人（第36話）：辻村真人
- ゴーロン星人（第44話）：矢田耕司
- ペロリンガ星人（第45話）：浦野光[注釈 42]
- セブン上司（第48・49話）：和田文夫

### スーツアクター
- ウルトラセブン：上西弘次（第14・15話を除く）[36]
- ウインダム（第1話）[37][38]：春原貞雄
- ワイアール星人（第2話）[39][38]：春原貞雄、佐々木孝吉[40]
- エレキング（第3話）[38]：鈴木邦夫[注釈 43]
- エレキング（第3話）[38]：池田芙美夫
- ミクラス（第3話）[38][41]：西京利彦[注釈 44]
- ゴドラ星人（第4話）[39][38]：西京利彦
- ペガッサ星人（第6話）[39]：山本一
- キュラソ星人（第7話）[39][38]：松原靖
- メトロン星人（第8話）[39]：荒垣輝雄
- イカルス星人（第10話）[39][38]：鈴木邦夫
- ワイルド星人（第11話）[39][38]：荒垣輝雄
- スペル星人（第12話）[42]：中村晴吉
- アイロス星人（第13話）[39][38]：荒垣輝雄
- ウルトラセブン（第14・15話）[43][44]：菊地英一[注釈 45]
- キングジョー（第14・15話）[39][38][46]：中村晴吉
- キングジョー（第15話）[38]：加藤芳巳[注釈 46]
- アンノン（第16話）[39][38]：中村晴吉
- ユートム（第17話）[39][38]：中島春雄
- ベル星人（第18話）[39][38]：鈴木邦夫
- バド星人（第19話）[39][38]：中村晴吉
- バド星人（トランポリン演技）（第19話）[38]：沖田幸勝
- ギラドラス（第20話）[39]：松島映一
- ギラドラス（第20話）[39][38]：加藤芳巳
- シャプレー星人（第20話）[39][38]：荒垣輝雄
- ブラコ星人（第22話）[39][38]：荒垣輝雄
- ブラコ星人（第22話）[38]：春原貞雄
- ガブラ（第23話）[39][38]：鈴木邦夫
- シャドー星人（第23話）[39][38]：上田耕一、佐藤千枝子
- ウインダム（第24話）[37]：鈴木邦夫
- カナン星人（第24話）[47]：酒井久美子、浜田ひろ子、山田みどり[注釈 47]
- ガンダー（第25話）[39][38]：山村哲夫
- ミクラス（第25話）[39][38]：鈴木邦夫
- ギエロン星獣（第26話）[39][49]：鈴木邦夫
- ボーグ星人（第27話）[49]：鈴木邦夫
- 恐竜戦車（第28話）[39]：鈴木邦夫
- プロテ星人（本編）（第29話）[39][49]：山本一
- プロテ星人（特撮）（第29話）[39][49]：山村哲夫
- プラチク星人（第30話）[39][49]：鈴木邦夫
- ダリー（第31話）[39][49]：山村哲夫
- リッガー（第32話））[49][50]：加藤芳巳[注釈 48]
- アギラ（第32話）[49][50]：鈴木邦夫[注釈 48]
- ダンカン（第34話）[51]：西京利彦
- ザンパ星人（第35話）[52]：鈴木邦夫
- ペテロ（第35話）[53]：松島映一[注釈 49]
- ペガ星人（第36話）[54]：鈴木邦夫[注釈 50]
- クレージーゴン（第38話）[39][49]：松島映一
- ガッツ星人（第39・40話）[49]：西京利彦
- ガッツ星人（第39・40話）[39][49]：池島美樹
- アロン（第39話）[39][49]：西京利彦
- ウインダム（第39話）[37][49]：西京利彦
- テペト星人（第41話）[39]：池島美樹
- テペト星人（第41話）[49][注釈 51]：春原貞雄
- テペト（41話）[55]：松島映一
- テペト（41話）[55]：西京利彦
- ガイロス（第42話）[56]：西京利彦
- ゴーロン星人（第44話）[57]：西京利彦[注釈 52]
- ゴリー（第44話）[39][49]：滝恵一
- ペロリンガ星人（本編）（第45話）[49][59]：鈴木邦夫
- ペロリンガ星人（特撮）（第45話）[60]：西京利彦
- ニセウルトラセブン（第46話）[61]：西京利彦
- ニセウルトラセブン（第46話）[61]：池谷哲也
- アギラ（第46話）[61]：西京利彦[注釈 52]
- フック星人（第47話）[62]：小宮スポーツセンターのアクロバット3名
- ゴース星人（第48・49話）[39][49]：池島美樹
- セブン上司（第48・49話）[49]：上西弘次
- パンドン（第48話）[63]：西京利彦[注釈 52]
- 改造パンドン（第49話）[63]：西京利彦[注釈 52]

## スタッフ
- 監修：円谷英二
- プロデューサー：末安昌美、三輪俊道（TBS）、橋本洋二（TBS）
- 脚本：金城哲夫、山田正弘、菅野昭彦、若槻文三、上原正三、佐々木守、市川森一、藤川桂介、南川竜、赤井鬼介、山浦弘靖、川崎高
- 原案：虎見邦男（第32話）
- 監督：円谷一、野長瀬三摩地、満田かずほ、鈴木俊継、実相寺昭雄、飯島敏宏、安藤達己
- 特殊技術：高野宏一、有川貞昌、的場徹、大木淳
- 撮影（本編）：永井仙吉、逢沢譲、福沢康道
- 撮影（特撮）：鈴木清、佐川和夫、中堀正夫
- 美術（本編）：岩崎致躬
- 美術（特撮）：成田亨、池谷仙克、深田達郎
  - OPにはクレジットされないが、着ぐるみ造形は主に高山良策、円谷プロ造形部が担当。機電には倉方茂雄が担当
- 助監督（本編）：山本正孝、安藤達己、吉村達之
- 助監督（特撮）：円谷粲、東條昭平、田口成光[64]
- 照明（本編）：新井盛、小林哲也
- 照明（特撮）：小林哲也、小林和夫、安藤正則
- 操演（本編）：中島徹郎、平鍋利夫
- 操演（特撮）：平鍋功、大沢哲三、太田勝美
- 編集：柳川義博、小林煕昌
- 記録（本編）：関根ヨシ子、木村佳代
- 記録（特撮）：鈴木徳子、田中敦子、安藤昌江、高野和恵
- 現像：東京現像所
- 録音：キヌタ・ラボラトリー
- 音楽：冬木透
- 製作主任（本編）：高山篤
- 製作主任（特撮）：熊谷健、房前義勝
- 制作担当：塚原正弘
- 制作デスク：新野悟
- 制作：円谷プロダクション、TBS

## 音楽
劇中音楽は冬木透が担当した。ジャズ編成の劇伴が多用された『ウルトラマン』（音楽宮内國郎担当）から一変して、オーケストラ編成主体の楽曲が多くなっている。冬木は奥行きのある世界観を表現するために多くの楽器や編成を用いる形で検討した結果、シンフォニックなスタイルに至ったとしている。
また、第47話にはヨハン・シュトラウスの『皇帝円舞曲』、最終回には、シューマンのピアノ協奏曲イ短調が使われていることなど、音楽の面ではクラシック音楽志向がうかがわれる。

### 主題歌・挿入歌
すべて作詞：東京一 / 作曲・編曲：冬木透。
「ウルトラセブンの歌」
- 歌：みすず児童合唱団、ジ・エコーズ

印象的な重厚な和音と、それに続くコーラスで始まることで有名で、ホルンによるグリッサンドの「合いの手」が入ることも極めて特徴的である（このような特徴は当時の同種の作品には見られない）。円谷一からは、子供たちの聞く音楽であることを意識し、音楽性が育つような和声感覚を重視した曲作りが要望されていた。この曲は、クラシック音楽の世界で「英雄の調」といわれる変ホ長調で書かれている。冒頭部分の「セブン」を連呼する歌詞は、円谷（東京一）の書いた歌詞が短かったため、冬木が付け足したものである。
主題歌を歌っている男性コーラスグループ「ジ・エコーズ」は、尾崎紀世彦がメンバーを務めていた「ザ・ワンダース」の変名である。当時ザ・ワンダーズはテイチクと専属契約を結んでいたが、ウルトラセブンは他社（日本コロムビア）の製作であったため、変名でのクレジットとなった。
最初に録音されたバージョンは、『ウルトラマン コンプリート・ソング・コレクション1』（1996年3月30日、日本コロムビア COCC-13226）に収録された際に「ウルトラセブンの歌 Version 2」というタイトルが付けられており、2番と3番の歌詞が一部逆になっているほか、みすず児童合唱団のコーラスが中間部にも入るという違いがある。Version 2は主題歌としてはNGになったが、1996年以前に発売されたレコードやCDでは、こちらが「ウルトラセブンの歌」のタイトルで収録されている場合もある。また、一部のエピソードや、『帰ってきたウルトラマン』から『ウルトラマンタロウ』でセブンの登場シーンに挿入歌として使用されたほか、カラオケもBGMとして使用されている。平成ウルトラセブンでは、『ウルトラセブン誕生30周年記念3部作』まではVersion 1がオープニングに、Version 2がエンディングに使用された。
『ウルトラセブン1999最終章6部作』とその続編『ウルトラセブン誕生35周年“EVOLUTION”5部作』では、ささきいさおによる「ウルトラセブンの歌99」（『EVOLUTION』ではリミックス版）が使用された。
メロディチャイム調にアレンジされたバージョンが、2014年から円谷英二の出身地である福島県須賀川市の防災行政無線で、朝7時の時報として流されている。同年1月14日には、ウルトラマンが音源を市長に手渡しするイベントが行われた。
「ウルトラ警備隊」
- 歌：東京マイスタージンガー

「ウルトラ警備隊の歌」と表記されることも多い。劇中では原則としてカラオケが使われているが、第5話のラストシーンのみ歌入りで使われた。
「ULTRA SEVEN」
- 歌：ジ・エコーズ

主題歌候補として作曲された「ウルトラセブンの歌」や「ウルトラセブンの歌 パート2」と同時期に作曲された。主に満田かずほ監督のエピソードで、ウルトラ警備隊の出動シーンやセブンが人間大で行動するシーンなどに使われた。『1999最終章』のためにささきいさお、石原慎一、風雅なおと、渕上祥人による「ULTRA SEVEN 99」が録音され、『EVOLUTION』ではエンディングに使用された。
「ウルトラ少年の歌」
- 歌：みすず児童合唱団

劇中未使用。
「THE THEME SONG OF "ULTRA-7"」
- 訳詞：Maya Taguchi / 歌：子門真人

ハワイでの放送に合わせて録音された、英語版主題歌。当時は現地のレーベルのみの取り扱いだった。
テレビサイズはオリジナル版のカラオケにボーカルを被せているが、フルサイズはカラオケも新たに録音されている。
「ULTRA-7」
- 歌：子門真人

「ULTRA SEVEN」のカバー。「THE THEME SONG OF "ULTRA-7"」のB面に収録された。
当時発売されたシングルではモノラルでの収録となっていた。ステレオ版は長らくコーラス入りのカラオケのみが商品化されていたが、その理由は不明。歌入りのステレオ版は『ウルトラマン コンプリート・ソング・コレクション1』（1996年3月30日、日本コロムビア COCC-13226）で初商品化となるはずだったが、手違いでこの時もカラオケが収録されてしまい、実際に商品化されたのは『ウルトラマン コンプリート・ソング・コレクション（CD-BOX版）』（1999年12月18日、日本コロムビア COCX-30717/21）が初となった。

#### もう一つの主題歌
本作品の主題歌には、「ウルトラセブンの歌」の他に「ウルトラセブンの歌 パート2」（パートIIとも表記）が存在する。この曲名は後年LPレコードに収録された際の便宜上のもので、実際には「2曲作られたうち、採用されなかった主題歌候補の曲」である。録音時の楽曲リストには「ウルトラセブンの歌B」と表記されている。
本来は主題歌とほぼ同じ歌詞があるが、作中では第4話の戦闘場シーンでカラオケの形で使用。その後、第7話や第36話でも使用されたが、これは同曲の出来栄えを捨て難く思っていた満田かずほが自身の監督作で作曲者・冬木透の了解を得て使用。
『ウルトラマンA』や『タロウ』では、2番-3番の間奏に編集を施してゾフィー登場のテーマ曲として多用。

## 放送日程
- 各怪獣の詳細はウルトラセブンの登場怪獣を参照。
- 放送日、放送順は本放送資料、および公式資料に準拠[75]。

| 放送日         | 放送回 | 制作順 | サブタイトル                    | 登場怪獣・宇宙人                      | 脚本              | 監督         | 特殊技術 |
| -------------- | ------ | ------ | ------------------------------- | ------------------------------------- | ----------------- | ------------ | -------- |
| 1967年10月01日 | 1      | 5      | 姿なき挑戦者                    | クール星人 ウインダム                 | 金城哲夫          | 円谷一       | 高野宏一 |
| 10月08日       | 2      | 2      | 緑の恐怖                        | ワイアール星人 人間生物X              | 金城哲夫          | 野長瀬三摩地 | 高野宏一 |
| 10月15日       | 3      | 1      | 湖のひみつ                      | エレキング ピット星人 ミクラス        | 金城哲夫          | 野長瀬三摩地 | 高野宏一 |
| 10月22日       | 4      | 4      | マックス号応答せよ              | ゴドラ星人                            | 山田正弘 金城哲夫 | 満田かずほ   | 有川貞昌 |
| 10月29日       | 5      | 6      | 消された時間                    | ビラ星人                              | 菅野昭彦          | 円谷一       | 高野宏一 |
| 11月05日       | 6      | 3      | ダーク・ゾーン                  | ペガッサ星人                          | 若槻文三          | 満田かずほ   | 有川貞昌 |
| 11月12日       | 7      | 8      | 宇宙囚人303                     | キュラソ星人                          | 金城哲夫          | 鈴木俊継     | 的場徹   |
| 11月19日       | 8      | 10     | 狙われた街                      | メトロン星人                          | 金城哲夫          | 実相寺昭雄   | 大木淳   |
| 11月26日       | 9      | 11     | アンドロイド0指令               | チブル星人 ゼロワン                   | 上原正三          | 満田かずほ   | 的場徹   |
| 12月03日       | 10     | 7      | 怪しい隣人                      | イカルス星人                          | 若槻文三          | 鈴木俊継     | 的場徹   |
| 12月10日       | 11     | 12     | 魔の山へ飛べ                    | ナース ワイルド星人                   | 金城哲夫          | 満田かずほ   | 的場徹   |
| 12月17日       | 12     | 9      | 遊星より愛をこめて （現在欠番） | スペル星人                            | 佐々木守          | 実相寺昭雄   | 大木淳   |
| 12月24日       | 13     | 13     | V3から来た男                    | アイロス星人                          | 市川森一          | 鈴木俊継     | 高野宏一 |
| 1968年01月07日 | 14     | 17     | ウルトラ警備隊西へ 前編         | キングジョー ペダン星人               | 金城哲夫          | 満田かずほ   | 高野宏一 |
| 1月14日        | 15     | 18     | ウルトラ警備隊西へ 後編         | キングジョー ペダン星人               | 金城哲夫          | 満田かずほ   | 高野宏一 |
| 1月21日        | 16     | 14     | 闇に光る目                      | アンノン                              | 藤川桂介          | 鈴木俊継     | 高野宏一 |
| 1月28日        | 17     | 16     | 地底GO ! GO !                   | ユートム                              | 上原正三          | 円谷一       | 大木淳   |
| 2月04日        | 18     | 15     | 空間X脱出                       | ベル星人 吸血ダニ グモンガ 吸血植物   | 金城哲夫          | 円谷一       | 大木淳   |
| 2月11日        | 19     | 19     | プロジェクト・ブルー            | バド星人                              | 南川竜            | 野長瀬三摩地 | 的場徹   |
| 2月18日        | 20     | 20     | 地震源Xを倒せ                   | シャプレー星人 ギラドラス             | 若槻文三          | 野長瀬三摩地 | 的場徹   |
| 2月25日        | 21     | 21     | 海底基地を追え                  | アイアンロックス ミミー星人（声のみ） | 赤井鬼介          | 鈴木俊継     | 大木淳   |
| 3月03日        | 22     | 22     | 人間牧場                        | ブラコ星人                            | 山浦弘靖          | 鈴木俊継     | 大木淳   |
| 3月10日        | 23     | 23     | 明日を捜せ                      | ガブラ シャドー星人                   | 南川竜 上原正三   | 野長瀬三摩地 | 的場徹   |
| 3月17日        | 24     | 24     | 北へ還れ！                      | カナン星人 ウインダム                 | 市川森一          | 満田かずほ   | 高野宏一 |
| 3月24日        | 25     | 25     | 零下140度の対決                 | ガンダー ポール星人 ミクラス          | 金城哲夫          | 満田かずほ   | 高野宏一 |
| 3月31日        | 26     | 26     | 超兵器R1号                      | ギエロン星獣                          | 若槻文三          | 鈴木俊継     | 的場徹   |
| 4月07日        | 27     | 27     | サイボーグ作戦                  | ボーグ星人                            | 藤川桂介          | 鈴木俊継     | 的場徹   |
| 4月14日        | 28     | 28     | 700キロを突っ走れ！             | 恐竜戦車 キル星人                     | 上原正三          | 満田かずほ   | 高野宏一 |
| 4月21日        | 29     | 29     | ひとりぼっちの地球人            | プロテ星人                            | 市川森一          | 満田かずほ   | 高野宏一 |
| 4月28日        | 30     | 30     | 栄光は誰れのために              | プラチク星人                          | 藤川桂介          | 鈴木俊継     | 的場徹   |
| 5月05日        | 31     | 31     | 悪魔の住む花                    | ダリー                                | 上原正三          | 鈴木俊継     | 的場徹   |
| 5月12日        | 32     | 32     | 散歩する惑星                    | リッガー アギラ                       | 山田正弘 上原正三 | 野長瀬三摩地 | 高野宏一 |
| 5月19日        | 33     | 34     | 侵略する死者たち                | シャドウマン                          | 上原正三          | 円谷一       | 高野宏一 |
| 5月26日        | 34     | 35     | 蒸発都市                        | ダンカン                              | 金城哲夫          | 円谷一       | 高野宏一 |
| 6月02日        | 35     | 36     | 月世界の戦慄                    | ペテロ ザンパ星人                     | 市川森一          | 鈴木俊継     | 高野宏一 |
| 6月09日        | 36     | 33     | 必殺の0.1秒                     | ペガ星人                              | 山浦弘靖          | 野長瀬三摩地 | 高野宏一 |
| 6月16日        | 37     | 37     | 盗まれたウルトラ・アイ          | マゼラン星人 マヤ                     | 市川森一          | 鈴木俊継     | 高野宏一 |
| 6月23日        | 38     | 40     | 勇気ある戦い                    | クレージーゴン バンダ星人             | 佐々木守          | 飯島敏宏     | 高野宏一 |
| 6月30日        | 39     | 38     | セブン暗殺計画 前篇             | アロン ガッツ星人 ウインダム          | 藤川桂介          | 飯島敏宏     | 高野宏一 |
| 7月07日        | 40     | 39     | セブン暗殺計画 後編             | ガッツ星人                            | 藤川桂介          | 飯島敏宏     | 高野宏一 |
| 7月14日        | 41     | 42     | 水中からの挑戦                  | テペト テペト星人                     | 若槻文三          | 満田かずほ   | 高野宏一 |
| 7月21日        | 42     | 41     | ノンマルトの使者                | ガイロス ノンマルト                   | 金城哲夫          | 満田かずほ   | 高野宏一 |
| 7月28日        | 43     | 43     | 第四惑星の悪夢                  | ロボット長官 ロボット署長 第四惑星人  | 川崎高 上原正三   | 実相寺昭雄   | 高野宏一 |
| 8月04日        | 44     | 45     | 恐怖の超猿人                    | ゴーロン星人 猿人ゴリー               | 上原正三 市川森一 | 鈴木俊継     | 大木淳   |
| 8月11日        | 45     | 44     | 円盤が来た                      | ペロリンガ星人                        | 川崎高 上原正三   | 実相寺昭雄   | 高野宏一 |
| 8月18日        | 46     | 46     | ダン対セブンの決闘              | にせウルトラセブン サロメ星人 アギラ  | 上原正三 市川森一 | 鈴木俊継     | 大木淳   |
| 8月25日        | 47     | 47     | あなたはだぁれ？                | フック星人                            | 上原正三          | 安藤達己     | 的場徹   |
| 9月01日        | 48     | 48     | 史上最大の侵略（前編）          | ゴース星人 セブン上司 パンドン        | 金城哲夫          | 満田かずほ   | 高野宏一 |
| 9月08日        | 49     | 49     | 史上最大の侵略（後編）          | ゴース星人 セブン上司 改造パンドン    | 金城哲夫          | 満田かずほ   | 高野宏一 |

## 放送局
- TBS：日曜 19:00 - 19:30
- 北海道放送：日曜 19:00 - 19:30
- 秋田放送 ：水曜 17:30 - 18:00（1972年に放送）[88]
- 岩手放送（現・IBC岩手放送）：日曜 19:00 - 19:30[89]
- 山形放送：月曜 - 金曜 17:00 - 17:30（1970年に放送）[90]
- 東北放送：日曜 19:00 - 19:30[91]
- 福島テレビ：日曜 19:00 - 19:30[91]
- 新潟放送：日曜 19:00 - 19:30[92]
- 北日本放送：土曜 17:30 - 18:00[93]
- 北陸放送：日曜 19:00 - 19:30[92]
- 中部日本放送（現・CBCテレビ）：日曜 19:00 - 19:30[94]
- 朝日放送（現・朝日放送テレビ）：日曜 19:00 - 19:30[95]
- 山陽放送（現・RSKテレビ）：日曜 19:00 - 19:30
- 山口放送
- RKB毎日放送：日曜 19:00 - 19:30[96]

## 映画
- 第18話「空間X脱出」のブローアップ版が、1968年7月21日公開の東映まんがパレードで上映された（同時上映：『太陽の王子 ホルスの大冒険』、『魔法使いサリー 小さな魔法使い』、『ゲゲゲの鬼太郎』）。
- 2012年7月21日発売のDVD『復刻!東映まんがまつり 1968年夏』には、テレビ版マスターを流用の上で収録されている。

### 4K特別上映
- 『ウルトラセブン』55周年記念 4K特別上映

放送55周年を記念し2022年10月1日より全国16劇場で期間限定4K上映。上映作は第7話「宇宙囚人303」、第26話「超兵器R1号」、第37話「盗まれたウルトラ・アイ」、第48話「史上最大の侵略（前編）」、第49話「史上最大の侵略（後編）」。

### 円谷映画祭2023
創立60周年を記念し上映。Part1は2023年11月17日に公開。
庵野秀明セレクション 4K『ウルトラセブン』
庵野秀明がセレクトした4エピソードを4K上映。上映作は第4話「マックス号応答せよ」、第8話「狙われた街」、第14話「ウルトラ警備隊西へ 前編」、第15話「ウルトラ警備隊西へ 後編」を上映。
劇場版ドキュメンタリー作品『ウルトラセブン Legend』
当時のキャスト、スタッフ、関係者のインタビューで構成されたドキュメンタリー作品。上映時間は約1時間40分。

## 55周年記念コンセプトムービー

### ウルトラセブン IF Story 『55年前の未来』
2023年11月25日より『TSUBURAYA IMAGINATION』で配信のドラマ。1967年放送当時に存在したかもしれないIfストーリーとしてイメージされたコンセプトムービー。当時のダンやアンヌをデジタル技術バーチャルヒューマンを使って登場させている。
キャスト
- モロボシ・ダン - 森次晃嗣
  - Body Double - 神田穣
  - Voice Actor - 鍛治本大樹
- 友里アンヌ - ひし美ゆり子
  - Body Double - 戸田真紀子
- ペガッサ星人 - 木村都貴
- マゼラン星人マヤ - 岡井みおん
- 少年 - 石塚陸翔
- 弾き語りの男性 - タカハシヒョウリ
- サラリーマン - 佐藤洸、本郷章
- 薩摩次郎 - 森次晃嗣

### ビジュアルボイスドラマ
『TSUBURAYA IMAGINATION』で配信のコンセプトムービーと連動したボイスドラマ。2023年11月18日に第1話、11月25日に第2話、12月2日に第3話を配信。
キャスト
- 会長 - 青柳尊哉

### 関連企画
ウルトラセブン IF Story『55年前の未来』「CaseFile AR196814 港の巨大宇宙ロボット」
2023年6月1日-8月31日にウォーターズ竹芝で開催のアプリ『XR City』を活用した体験型謎解きイベント。
ウルトラセブン IF Story『55年前の未来』体験型謎解きイベント「CaseFile AR196837 星と少女」
須賀川市民交流センターtetteで2023年8月5日-12月21日、キャナルシティ博多で2023年8月9日-12月26日、東京ドームシティで2023年11月25・26日および12月29日-2024年1月8日に開催のアプリ『XR City』を活用した体験型謎解きイベント。
出演
- 謎の少女 - 岡井みおん

体験型マーダーミステリー ウルトラセブン IF Story『55年前の未来』「姿なき侵略者」
2023年11月1日-より東京・JOLDEENO、ふくぶくろ、マダミスギルド、大阪・NAGAKUTSUで開催の体験型マーダーミステリー。
ウルトラセブン IF Story『55年前の未来』「CaseFile AR196706 暗闇（ダークゾーン）からの訪問者」
LINEやARを活用した体験型謎解きコンテンツ。

## ウルトラ建設探訪記
ウルトラ建設探訪記 〜『ウルトラセブン』に見る高度成長期の構造物〜
日本建設業連合会 広報誌『Ace 建設業界』で2023年1月-12月に掲載された高度経済成長期の建造物をテーマにした誌面企画。映像化しYouTubeウルトラマン公式チャンネルおよび日本建設業連合会チャンネルで配信。ナビゲーターは森次晃嗣。
| 話数   | サブタイトル                              | サブタイトル                        | 配信日         |
| ------ | ----------------------------------------- | ----------------------------------- | -------------- |
| vol.01 | 高速道路                                  | #38「勇気ある戦い」より             | 2024年 1月11日 |
| vol.02 | 向ヶ丘遊園駅周辺                          | #8「狙われた街」より                | 2024年 1月11日 |
| vol.03 | 日立鉱山(煙突・鉄道)                      | #17「地底GO!GO!GO!」より            | 1月18日        |
| vol.04 | 聖徳記念絵画館                            | #28「700キロを突っ走れ!」より       | 1月18日        |
| vol.05 | 城山ダム(国道413号)・さがみ湖             | #39「セブン暗殺計画(前篇)」より     | 1月25日        |
| vol.06 | 観音埼灯台                                | #46「ダン対セブンの決闘」より       | 1月25日        |
| vol.07 | 学習院大学 中央教室                       | #29「ひとりぼっちの地球人」より     | 2月1日         |
| vol.08 | 国立京都国際会館                          | #14「ウルトラ警備隊西へ・前編」より | 2月1日         |
| vol.09 | 神戸ポートタワー                          | #15「ウルトラ警備隊西へ 後編」より  | 2月8日         |
| vol.10 | 鹿島建設本社ビル                          | #43「第四惑星の悪夢」より           | 2月8日         |
| vol.11 | 箱根第7号トンネル/JR御殿場線/ロマンスカー | #2「緑の恐怖」より                  | 2月15日        |
| vol.12 | たまプラーザ団地                          | #47「あなたはだぁれ？」より         | 2月15日        |

## 再放送
本作品の再放送は頻繁に行われていたため、特記すべき事項のみ記す。
- 1970年代後半から1980年代前半における再放送時には、放映枠の都合上一部がカットされるケースが多かった。例外として、1985年から1986年にかけて日本テレビで行われた再放送では、主題歌のメロオケを短く流した短縮版オープニングが採用され、本編ノーカットでの再放送となった。
- 円谷プロ×WOWOW ウルトラ三大プロジェクトの一環として、2012年12月30日より初のハイビジョンリマスター版が全話放映された[注釈 79]。
- 2020年9月29日からはNHK BS4Kで初の4Kリマスター版（ハイビジョンリマスター版よりも高画質）が第12話を除いて全話放送された[106]。このバージョンは、2021年4月4日から2022年3月6日まで毎週日曜日8:00 - 8:30にBSプレミアムで[107]、2025年2月17日から2月25日までBS8Kでも再放送された[108]。

## 漫画版
テレビシリーズの本放送期間に合わせて、講談社刊『週刊少年マガジン』・『別冊少年マガジン』（『月刊少年マガジン』の前身）および『月刊ぼくら』誌上にて、コミカライズ展開が行われた。作家は、少年マガジン版が桑田次郎、ぼくら版が一峰大二であった。
内容はテレビシリーズ用の脚本を基にしつつ、漫画向けにアレンジを加えたものとなっていた。また桑田版と一峰版で採り上げるエピソードが重複しないように調整されていた。いずれも何度か単行本として復刻されていたが、原稿紛失のため未収録だった桑田版「闇に光る目」「ノンマルトの使者」は、2004年末になって漸く「完全版」としてパンローリング株式会社よりそれぞれ上・中・下と分割して商業出版された。桑田版は上・中巻のみで完結する。なお、桑田版・一峰版とも「地底GO!GO!GO!」におけるオリジンは描かれていない。また、中巻の「闇に光る目」「ノンマルトの使者」「たおせ！アイアンロックス」は原稿紛失のため他の印刷物からの複写となっている。初版は初出が「少年マガジン昭和43年18号～25号 栄光はだれのために」などの誤植が多くみられる。
セブンは他の星の侵略から地球を防衛するべく派遣されたものと設定され、特に桑田版においては初代ウルトラマンに伴われて来訪し、直々に任務を引き継ぐ場面からスタートするという、のちのウルトラ兄弟を先取りしたかのような描写がなされている。

### 本放送時
- 少年マガジン（桑田次郎）
  - 1967年38号 - 44号 湖の秘密
  - 1967年45号 - 48号 狙われた街
  - 1967年49号 - 52号 金色の龍
  - 1968年1号 - 7号   U警備隊西へ
  - 1968年8号 - 12号 海底基地を追え
  - 1968年13号 - 17号 北へかえれ
  - 1968年18号 - 23号 栄光はだれのために
  - 1968年24号 - 28号 セブン暗殺計画
  - 1968年29号 - 31号 水中からの挑戦
  - 1968年32号 - 36号 第四惑星の悪夢
  - 1968年37号 - 38号 K団地の怪

- 別冊少年マガジン（桑田次郎）
  - 1967年秋のおたのしみ特大号  姿なき挑戦者
  - 1968年春のおたのしみ特大号  超兵器R1号
  - 1968年お正月おたのしみ特大号 闇に光る目
  - 1968年夏休みおたのしみ特大号 ノンマルトの使者

- ぼくら（特記のない限り一峰大二）
  - 1967年10月号 ウルトラセブン初登場の巻
  - 1967年11月号 ゴドラ星人の巻
  - 1967年12月号 イカルス星人の巻
  - 1968年1月号 チブル星人の巻
  - 1968年2月号 ベル星人の巻
  - 1968年3月号 シャプレー星人の巻
  - 1968年4月号 シャドー星人の巻
  - 1968年5月号 恐竜戦車の巻
  - 1968年6月号 メカニック怪獣リッガーの巻
  - 1968年6月号付録 きょうふのアイロス星人 堀江卓
  - 1968年7月号 ザンバ星人の巻
  - 1968年8月号 バンダ星人のロボットの巻
  - 1968年9月号 サロメ星人の巻
  - 1968年10月号 ウルトラセブン最後の巻

- たのしい幼稚園
  - 1967年11月増刊号 ペガッサせいじんをばくはせよ 久松文雄
  - 1967年11月増刊号 ワイアールせいじんをたおせ  井上智
  - 1968年1月増刊号 ちきゅうをねらうメトロンせいじん 久松文雄
  - 1968年1月増刊号 なぞのイカルスせいじん 井上智
  - 1968年3月号 ちていロボットのまき 井上智
  - 1968年3月増刊号 宇宙かいじゅうギラドラス 久松文雄
  - 1968年3月増刊号 ロボットかいじゅうキングジョー 井上智
  - 1968年5月増刊号 なぞのボークせいじん 久松文雄
  - 1968年5月増刊号 プラチクせいじんをたおせ 福元一義
  - 1968年8月増刊号 うちゅうのあくまガッツせいじん 久松文雄

- 講談社テレビコミックス  全6集
  - 第1集 1967年12月20日発行
    - クール星人の巻 福元一義
    - ゴドラ星人の巻 一峰大二
    - ビラ星人の巻 伊東章夫

  - 第2集 1968年1月20日発行
    - キュラソ星人の巻 福元一義
    - イカルス星人の巻 一峰大二
    - ペガッサ星人の巻 伊藤章夫

  - 第3集 1968年2月20日発行
    - アイロス星人の巻 福元一義
    - チブル星人の巻 一峰大二
    - 怪獣アンノンの巻 伊東章夫

  - 第4集 1968年3月20日発行
    - 地底ロボットの巻  福元一義
    - ワイアール星人の巻 一峰大二
    - スペル星人の巻   スタジオＺ

  - 第5集 1968年4月20日発行
    - アイアンロックスの巻 福元一義
    - ボーグ星人の巻 中沢啓治
    - 宇宙竜ナースの巻 伊東章夫

  - 第6集 1968年5月20日発行
    - プラチク星人の巻 福元一義
    - シャドー星人の巻 一峰大二
    - ベガ星人の巻 伊東章夫

- TBSコミックス
  - 1968年1月増刊号 ウルトラ警備隊西へ 井上英沖

### 本放送終了後
- たのしい幼稚園 
  - 1969年5月号 智プロ
  - 1969年6月号 - 1971年5月増刊号 成田マキホ
  - 1973年8月増刊「流星人間ゾーン」特別号  たおせ！アイアンロックス 桑田次郎

- 幼稚園 1969年-1970年 久松文雄
- 小学二年生 1970年4月号-1971年3月号 高須礼二
- 小学館BOOK 1970年 西田幸司

- てれびくん（居村眞二）
  - 1978年5月号 宇宙のさすらい人
  - 1978年10月号 まぼろしの侵略者
  - 1978年12月号 三百年間の復讐

- フィギュア王
  - 118号（2007年11月） 宇宙人15+怪獣35 一峰大二

### セブンきゅ〜ぶ
2013年7月4日から2014年9月18日まで、『Champion タップ!』（秋田書店）で連載された、ウルトラセブンと女子高生を題材としたWebコミック。原作：谷崎あきら（TARKUS)、作画：上月まんまる、監修：円谷プロ。

## 小説版
ウルトラセブン VOL.1 狙われた星
実相寺昭雄著。1994年に小学館のスーパークエスト文庫より刊行された。
同作品で描かれた出来事が、テレビシリーズにおける時系列のどこに位置するかの言及はなされていないが、文中ではテレビシリーズ第40話に登場したアロンの存在が語られている。また初代ウルトラマンやウルトラの父・母の名前が言及される他、『怪奇大作戦』のSRIが一部設定を変更した上で登場している。

## 舞台
『独りぼっちの地球人 feat.ULTRASEVEN』（ひとりぼっちのちきゅうじん フィーチャリングウルトラセブン）
円谷プロ制作のウルトラセブンを題材にした舞台公演。主演は風見しんご。東京・SPACE107で2013年9月12日から16日まで上演。
出演
- 丸橋守（AD） - 風見しんご 元花形パーソナリティでラジオ局制作AD。
- 市原ゆり子（守の娘） - 田名部生来（AKB48）
- 古沢桐子（パーソナリティ） - 平田弥里
- 藤宮貢（ディレクター） - 南翔太
- 高木春道（ミキサー） - 加瀬信行
- 菅田俊平（構成作家） - 福島弘之
- 山庭恭一郎（制作部長） - 大滝明利
- 市原さつき（守の元妻） - よだかおり
- 市原健介（さつきの再婚相手） - 福田アキ☆ラ
- 警備員 - 森次晃嗣

スタッフ
- 脚本 - 楠野一郎
- 演出 - 岸哲生
- 美術/大道具 - 横尾友広
- 照明 - 町田裕之、吉田充、小杉明正
- 音響 - 神山和雄
- 映像 - 村山茂樹
- スタイリスト - 門島昌美
- ヘアメイク - 樋口恵子、鈴木麻美
- 舞台監督 - 廣瀬次郎、岸川貞臣
- 舞台監督助手 - 一之瀬薫子
- 演出助手 - 小暮典保
- 宣伝 - 藤瀬理香子
- 宣伝写真 - 高島未季
- キャスティング協力 - 安藤実
- 製作デスク - 外山和美
- 制作補 - 小篠奈々
- 制作 - 鈴木優
- プロデューサー - 飯沼正、古池啓一
- 制作協力 - 鈴木優 / デュー・プロモーション
- 制作 - 円谷プロダクション

## 未制作話
光と影の挑戦（稿の表記なし、脚本：藤川桂介）
ダンとのデートを反故にされたアンヌは、互いに地球略奪を企むSS星人シャドウとSS星人シャインの戦いに巻き込まれ、シャインCを殺害したシャドウにさらわれ、レッドマンを誘き出して倒すために拷問を受けられる。一方、SS星人の円盤を発見したダンはレッドマンに変身してシャインB、Dを倒してアンヌを救出する。レッドマンはシャドウと戦うが、そこにシャインCの復讐をしに来たシャインAも現れ、シャドウを倒した。レッドマンはシャドウAを倒し、円盤群をホーク3機とともに全滅させた。
番組名が『ウルトラ・アイ』だった時点での唯一の脚本であるが、表紙だけを「レッドマン」に差し替えた台本も存在する。

漂流する惑星（準備稿 原案：虎見邦男、脚本：山田正弘）
突然消えた木星の衛星ディランが太平洋上に出現し、東京湾に接近する。偵察に向かったダンたちはマンダラ星人に出会い、衛星接近の原因は透明怪獣リガの仕業だと聞く。一行に迫るリガに対し、ダンはウルトラアイを落としてしまったため、カプセル怪獣パゴスを差し向ける。リガがウルトラセブンに倒されると、ディランも木星へと帰っていった。
『レッドマン』時点でのNG稿「マンダスの島」として書かれたもので、パゴスがカプセル怪獣として登場。後に第32話「散歩する惑星」として準備稿が起こされ日の目を見た。この際、リガの名前はリッガーに変更された。

人間泥棒（準備稿 脚本：金城哲夫、予定監督：鈴木俊継 制作ナンバー14）
乳児がベビーベッドごと拉致される事件が続発。帰宅途中にがけ崩れに巻き込まれて負傷したソガは、拉致された乳児の上田ユン子たちとともにルバン星人に箱田山の峡谷の山荘に幽閉されてしまう。ルバン星人は地球人の食用化を企み、実験材料となる乳児を集めていた。ソガによって計画が知られたルバン星人は、半透明の物体が怪獣の着ぐるみに潜り込んだ人間大の怪獣ギャンダーを差し向けて地球防衛軍極東基地のレーダー室を破壊させている隙に、地球脱出を図る。ギャンダーを倒したダンは、セブンとなって箱田山に向かい、ルパン星人を粉砕する。

300年間の復讐（決定稿 脚本：上原正三、予定監督：野長瀬三摩地 制作ナンバー23）
野戦訓練中に悪天候で森に迷い込んだアンヌは、甲冑人間に山中で追われて森の中にあった洋館に逃げ込む。そこにいたのは、300年前に地球に集団移住して武器を捨てて、地球人の好戦性を恐れて平和な理想郷を山奥に建設したが、赤い髪であったことから鬼と呼ばれて妹シシーや親族、仲間を地球人に焼き討ちされたトーク星人と、その執事である甲冑人間だった。シシーに瓜二つのアンヌに驚くトーク星人だったが、アンヌを捜索していたウルトラ警備隊が洋館に迫ったため、人類に復讐するために用意していた殺人兵器で応戦。ウルトラ警備隊の超兵器8でトーク星人は絶命するが、焼けた彼の体から人類に対する怨念が巨大な悪鬼として抜け出して実体化。ウルトラ警備隊に逆襲する。セブンとの激しい攻防の末、アンヌの戦いの虚しさを訴える声を聞いた悪鬼は戦意を失い、セブンのエメリウム光線で倒された悪鬼はトークの姿となって消えていった。
決定稿まで印刷されたものの、野長瀬監督の意向や予算の問題で制作は見送られ、代わりに上原は「明日を捜せ」を執筆。
登場するはずだったトーク星人の執事ロボット・甲冑人間は、第27話のボーグ星人に流用されており、後の漫画版ではボーグ星人が甲冑人間そのままの容姿となっている。
後に居村眞二によって漫画化されている（ミリオン出版『ウルトラマン80宇宙大戦争』収録）。また、『私が愛したウルトラセブン』と『ウルトラヒロイン伝説 アンヌからセブンへ』では一部映像化されている。
脚本家の上原の出身地である沖縄の虐げられた者の視点で描いた内容であったため、上原は後のインタビューで「ぜひとも実現したかった」と述壊している。

半人間（準備稿 脚本：藤川桂介 予定監督：鈴木俊継）
第27話「サイボーグ作戦」の準備稿に当たるが、ザンバ星人が大量の死体を集めるために大企業の高層ビルに爆弾を仕掛けたり（等身大のまま深夜のビル内でセブンと対決する）、野川隊員が地球の科学では人間に戻せないまま宇宙ステーションに転属して終わるなど、内容は大きく異なる。

黄金の種子（準備稿 脚本：山田正弘）
少年が失踪する事件が続発。行方不明になった少年たちは少年週刊誌の懸賞「黄金のなる種子」に当選してその種子を持っていたが、その正体はゴビラ星人が送り込んだ植物怪獣ゴビだった。ウルトラ警備隊の手によって10万個が回収・焼却されたゴビだったが、黄金のなる種子を惜しむ明少年の欲望を糧として再びゴビが復活。巨大なゴビに手を焼くセブンに、キリヤマは臨時テレビ番組に出演して全国の子供たちに種子が欲しいという気持ちを10分間だけ消すよう説得し、ゴビは力を失う。

赤い群獣（準備稿 脚本：藤川桂介）
フルハシが地球防衛軍から極東基地に運搬していた研究用ミツバチの巣箱が2つ盗まれ、タケナカ参謀に責任を問われる。ミツバチが清澄橋付近の化学工場の排水の汚染物質を植え付けられたことで赤く突然変異し、ブラックマンによって操られて人々を襲い始める。ダンは記憶を失ったフルハシに取り付けられた発信機の電波を基に、フルハシとともにポインターでブラックマンが潜伏する養蜂場に飛び込むとセブンに変身し、変異した蜂を冷凍させ、ブラックマンのヘリも破壊する。
無数の赤い蜂を表現するのが、技術上不可能だったために不採用になった。

謎の怪獣地帯（準備稿 脚本：藤川桂介、予定監督：鈴木俊継 制作ナンバー37）
地球の生物を怪獣に変える能力を持つ白煙を吐くヒポック星人が登場。ソガも白煙を吸ったことで徐々に怪獣化していく。ウルトラ警備隊の攻撃でヒポック星人は倒れ、セブンは用心棒の怪獣ヤモと対決する。セブンがヤモに放ったビームは怪獣の目で反射し、半ば怪物化していたソガに命中するとソガは元に戻り、ヤモも放射線とセブンの光線で元のヤモリに戻った。

湖底の叫び声（決定稿 脚本：藤川桂介、予定監督：鈴木俊継 制作ナンバー37）
深山湖付近に住む五代信一郎博士の娘・美耶子が、地球移住を企む宇宙人水棲人ピニヤにさらわれた。水の無菌化が必要なピニヤは、美耶子を人質に五代博士が発見したクロロマイト鉱石を要求。しかし、博士に変装したダンの乗り込むウルトラ警備隊の湖底調査船「レイク・ダイヴァ号」によって湖底基地が破壊されたピニヤは、怪獣ヤモを繰り出して形勢逆転を図る。セブンはヤモを倒して、美耶子も救出する。
ストーリーは大幅に異なるものの、「謎の怪獣地帯」の決定稿にあたる。藤川桂介によれば、水中シーンの撮影に必要な大プールのスケジュール調整がつかず、制作直前にキャンセルされた。その代わりに宇宙人の着ぐるみを必要としない「他人の星」が執筆され、やがて「盗まれたウルトラ・アイ」と改題して放映。先に完成していた水棲人ピニヤの着ぐるみは、色を塗り直してペロリンガ星人に流用された。

大激流（準備稿二種 脚本：若槻文三、監督：満田かずほ 制作ナンバー43）
休暇でグライダー訓練中のダンは、警官になったハーシェル座α星のバンドラ星人の罠によってダム湖に引きずり込まれる。フルハシに救出されたダンだったが、ウルトラ・アイを湖底に落としてしまう。そこに怪獣バンドラが現れてダムを破壊し始める。湖底に潜ってウルトラ・アイを発見したダンはセブンに変身するも、足に鎖が巻き付いて水中から脱出不可能となるが、ダンに戻って鎖を切って再変身し、決壊したダムの濁流の下流にいた子供たちを救出し、パンドラも倒す。
第一稿と第二稿が作られた後、大幅に改稿されて第41話「水中からの挑戦」として放映。

宇宙人15+怪獣35（準備稿 脚本：上原正三・川崎高、予定監督：実相時昭雄 制作ナンバー43）
バルタン星人を追跡していたセブンは、7体の宇宙人や怪獣と戦って6体は倒すものの、7体も相手にしたために絶対安静の重傷を負い、メディカルセンターに運び込まれる。それは富士山麓に集結したバルタンを中心とする15人の宇宙人の結成した宇宙連合軍と、蘇生された35匹の怪獣軍団による総攻撃の始まりだった。次々と東京に現れる円盤の大群と、富士山や東京湾などから合計30体の怪獣が現れ、東京は怪獣無法地帯になる。ピグモンが防衛軍に提案した策で興奮剤が東京に散布されたことで怪獣ファイトが開始され、同士討ちで倒れる怪獣たちとそれに巻き込まれる宇宙人。一方、身動きが取れないダンは、ピグモンの手を借りて基地を脱出。アギラとウインダムを召還し、病身ながらも自らも戦いに出る。残った怪獣たちや計画首謀者のバルタン星人を倒したものの、残ったペギラ、ネロンガ、レッドキング、ジェロニモン、エレキングの猛攻に苦戦するセブン。そこに現れた金星から召喚された新怪獣ゴードは、5体の怪獣を倒して去っていった。
これは宇宙人が15人、怪獣が35匹、正義の怪獣4体と本作品、前2作品の怪獣、宇宙人合計54体を登場させ、当時低迷していた視聴率を回復させようとする狙いだったが、数が非常に多いために没にされた。
脚本NOは43で、実際に制作された第43話は同エピソードとは対照的に、怪獣や宇宙人などのぬいぐるみが登場しない「第四惑星の悪夢」となった。当時、本作品は予算の関係で着ぐるみの怪獣が登場しない回が何度かあった。
「町が怪獣の無法地帯となって苦戦する主人公の前に現れる救世主」という『巨獣特捜ジャスピオン』（1985年 - 1986年、テレビ朝日系列）の最終話「手をつなぐ全銀河の人類たち」は、このプロットを下敷きにしたと上原は語っている。
名前が判明しているのはバルタン星人、ケロニア、ギガス、ギャンゴ、キーラ、ウー、メフィラス星人、レッドキング、テレスドン、ジェロニモン、ペギラ、スカイドン、ザンボラー、サイゴ、ゴルゴス、トドラ、エレキング、ゲスラ、ペスター、ピグモン、ペガッサ星人、ゴドラ星人、スペル星人、イカルス星人、ボーグ星人、ガンダー、ギラドラス、ネロンガ、ウインダム、アギラ、新怪獣ゴード。名前が確認されているもの以外にも怪獣、宇宙人が登場していたことになる。
『フィギュア王 No.118』に掲載されたコミカライズ版『ゴードの巻』では上記に登場したものの一部に加え、新たにチブル星人、ザンパ星人、バド星人、サロメ星人、ケムラー、ガブラ、恐竜戦車、リッガー、ペテロ、パンドンが登場している。
ウーなどが敵、ペギラやトドラが死んだ扱いなどオリジナルの設定と矛盾している部分もある。

認識票No.3
金城哲夫の脚本として『金城哲夫シナリオ集 ノンマルトの使者』（朝日ソノラマ・1984年）に収録されたこともあるが、実際には当時特撮班の助監督だった田口成光が執筆。生原稿のみで印刷されていない。
ワイ星探検からキャプテン・マキノが1人だけ帰還。英雄として称賛されるが、マキノはワイ星にクレバスに落ちた隊員を見殺しにして帰還していた。ある日、マキノは透明怪獣ジャッキーに襲われる。実は認識票No.3の隊員が霊魂となってワイ星で生き延び、手なずけた怪獣ジャッキーとともに復讐のために地球に帰還していた。マキノを殺害したジャッキーはセブンと対決する。セブンにジャッキーが倒されると、隊員も認識票のみを残して、宇宙へと消えていく。脚本中登場するワイ星は、第8話「狙われた町」で探検隊が宇宙ケシを持ち帰った星として言及される。

宇宙人を救え（脚本：東山純）
モロボシ・ダンをねらえ（脚本：東山純）
上記2作とも生原稿のみで、印刷はされていない。

## 映像ソフト化
いずれのメディアにおいても、前述の事情から第12話は未収録となっている。
- VHS、レーザーディスクが発売されていた。現在は廃盤。
- 日本盤DVD（デジタルウルトラシリーズ）は、1999年6月25日から10月25日にかけて、全12巻（各巻4話収録）がリリースされた。
- 北米盤DVDボックス『Ultra Seven: The Complete Series』は、2012年12月11日にShout! Factoryより発売された[113]。24ページの解説書付[113]。
- 日本盤Blu-ray Discは、2014年11月21日にバンダイビジュアルからBlu-ray BOX Iが、2015年1月28日にBlu-ray BOX IIがそれぞれ発売された。2017年10月27日に、廉価版の「Blu-ray BOX Standard Edition」が発売。
- ウルトラセブン55周年を記念し『ULTRAMAN ARCHIVES ウルトラセブン 4K UHD ＆ MovieNEX』を、2023年7月7日(金)に発売する。4K ULTRA HDブルーレイと同時に、ブルーレイディスクにはHDリマスター2.0版の映像も収録する[114]。

## バラエティ
- ウッチャンナンチャンのやるならやらねば! - ウチムラセブン
- 漫画「ウスラセブン」- 永井豪
- ダウンタウン - 特に松本人志は、様々な番組で特撮ヒーロー番組への強い思い入れを公言しており、中でもメトロン星人が気に入っているという。自身の誕生日企画にはセブンとメトロン星人が出演した他、ダウンタウン出演番組には、セブンの関係者やキャラクターが度々登場する。
- 県立地球防衛軍 - 安永航一郎によるマンガ作品。サブタイトルはすべてウルトラセブンのサブタイトルのパロディである。

## 備考
- 先に完成した「湖のひみつ」と「緑の恐怖」は変身中の光学処理などの複数のカットが異なる0号フィルムが存在し、LD-BOXやDVD-BOXの特典映像として公開されている。
- 前作や前々作に比べると少ないが、本作品でも円谷英二と関わりの深い東宝特撮からの流用が見られる。ウルトラ警備隊の通常装備ミニチュアの一部は、『モスラ対ゴジラ』に登場したC-46など再利用したものがあり、第49話のゴース星人による世界都市破壊シーンには『世界大戦争』の特撮カットが流用された。
- 成田亨による本作品のデザイン画は彼の生前、青森県に数千万円で売却された。金額は青森県報で確認できるが、販売内訳は「イカルス星人ほか」と記されているのみで、具体的にどのデザイン画が販売されたかまでは明記されていない。このうちセブンのNGデザイン画など一部の画稿は、青森県立美術館の常設展で公開されている。また、同美術館の道路案内板には、成田によるデザイン画・イラストが使用されており、セブンの頭部デザイン画も使用されているが、イラスト使用に対する青森県と遺族との話し合いがつくまでは、案内板のイラスト部にカバーがかけられていた。
- ポインターのベースとなった自動車は、クライスラー社製57年式インペリアル[注釈 83]である。フィルムの裏焼きが原因で右ハンドルの場面と左ハンドルの場面が生じているが、撮影に使用されたポインターは1台のみで[116]、フロントガラス上部には青いサングラス処理が施されていたが、交換費用がないためにガラス越し人物のアップの際は撮影現場の腕前（フィルター撮影の類）で青を消していた。「マックス号応答せよ」でガレージに複数台並んでいるシーンは、合成によるものである。
  - このポインターは当時、中山の自宅まで送迎用として使用され、後に中山は「当時あの車が家まで来て恥ずかしかった」とテレビ番組内で語っている[出典無効]。
- 光学合成の背景にメカニック、ダンやセブンのシルエットが入る特徴的なオープニングは以降のウルトラシリーズのオープニングの定番になっただけでなく、『ARIEL VISUAL』や『THE ビッグオー』といたアニメ作品のオープニングでも度々パロディ化されている。
- 森次によると、撮影当時にひし美が最高金額のギャラを支払われていて月10万円以上、森次は月3万円だったそうである。この金額は相場的に当時、大卒のサラリーマンに支払われるボーナスに相当する。
- 『決定! これが日本のベスト100』（テレビ朝日系列）の2002年9月8日放送分「あなたが選んだヒーローベスト100」の第7位に、セブンがランクインした。その際、スタッフがひし美の自宅を訪れた[出典無効]。
- 2010年5月2日から2011年3月26日まで、専門チャンネルのファミリー劇場にてデジタルリマスター版の放送が行われた。2011年3月6日・13日・20日・27日の4週にわたって一挙放送が行われたが、このうち20日の放送分は、3月11日に発生した東北地方太平洋沖地震（東日本大震災）と同日に発生した福島第一原子力発電所事故の被災者に配慮する形で、第26話「超兵器R1号」のみが放送を見送られた[出典無効]。
- 2011年7月28日、森次が経営する「ジョリーシャポー」店内に展示されていた、撮影で実際に使用したセブンのマスクが盗まれるという事件が発生し、2021年現在も未発見である[117]。
- 2011年に国際宇宙ステーションで長期滞在を行った宇宙飛行士・古川聡は、幼少時に本作品を観たことが、宇宙飛行士を志す動機になったと語っている。2013年1月1日のWOWOWでのハイビジョン版放送では、森次との対談が放送された[出典無効]。
- 福岡県福岡市にあるJR博多シティで、2019年8月9日から8月18日まで開催された「ウルトラマンタイガワールドin博多」にて、セブンが地元のお菓子メーカー・東雲堂の二◯加煎餅とコラボした「ウルトラセブンにわかせんぺい」が販売された[118]。